# Осіюк Павло Степанович
Павло Степанович Осію́к (15 травня 1919, Київ — 13 січня 1992, Київ) — український художник-оформлювач; член Спілки радянських художників України.

## Біографія
Народився 15 травня 1919 року в місті Києві (нині Україна). Протягом 1933—1936 років навчався у художній студії Д. Боровкова. Брав участь у німецько-радянській війні. Був членом КПРС.
Мешкав у Києві в будинку на вулиці Кибальчича, № 8/2, квартира № 9. Помер у Києві 13 січня 1992 року.

## Творчість
Працював у галузі мистецтва художнього оформлення. Автор проєктів та художнього оформлення:
- музею історії Дарницького району Києва (1967);
- музею бойової слави Київського заводу «Більшовик» (1968);
- український розділ Всесоюзного оптового ярмарку в Сокольниках у Москві (1967—1969);
- магазину-виставки «Електроприладзбуту» в Києві (1968);
- Республіканського Будинку науково-технічної пропаганди в Києві (1968).